# Luca Stolz
Luca Stolz (Kirchen, 29 juli 1995) is een Duits autocoureur.

## Autosportcarrière
Stolz begon zijn autosportcarrière in het karting in 2007. Hij nam hierin deel aan de Cadet-klasse van het Belgische kartkampioenschap. In 2011 maakte hij de overstap naar het formuleracing, waar hij debuteerde in de ADAC Formel Masters bij het team URD Rennsport. Een vierde plaats op de Hockenheimring was zijn beste resultaat en hij werd met 72 punten twaalfde in het kampioenschap.

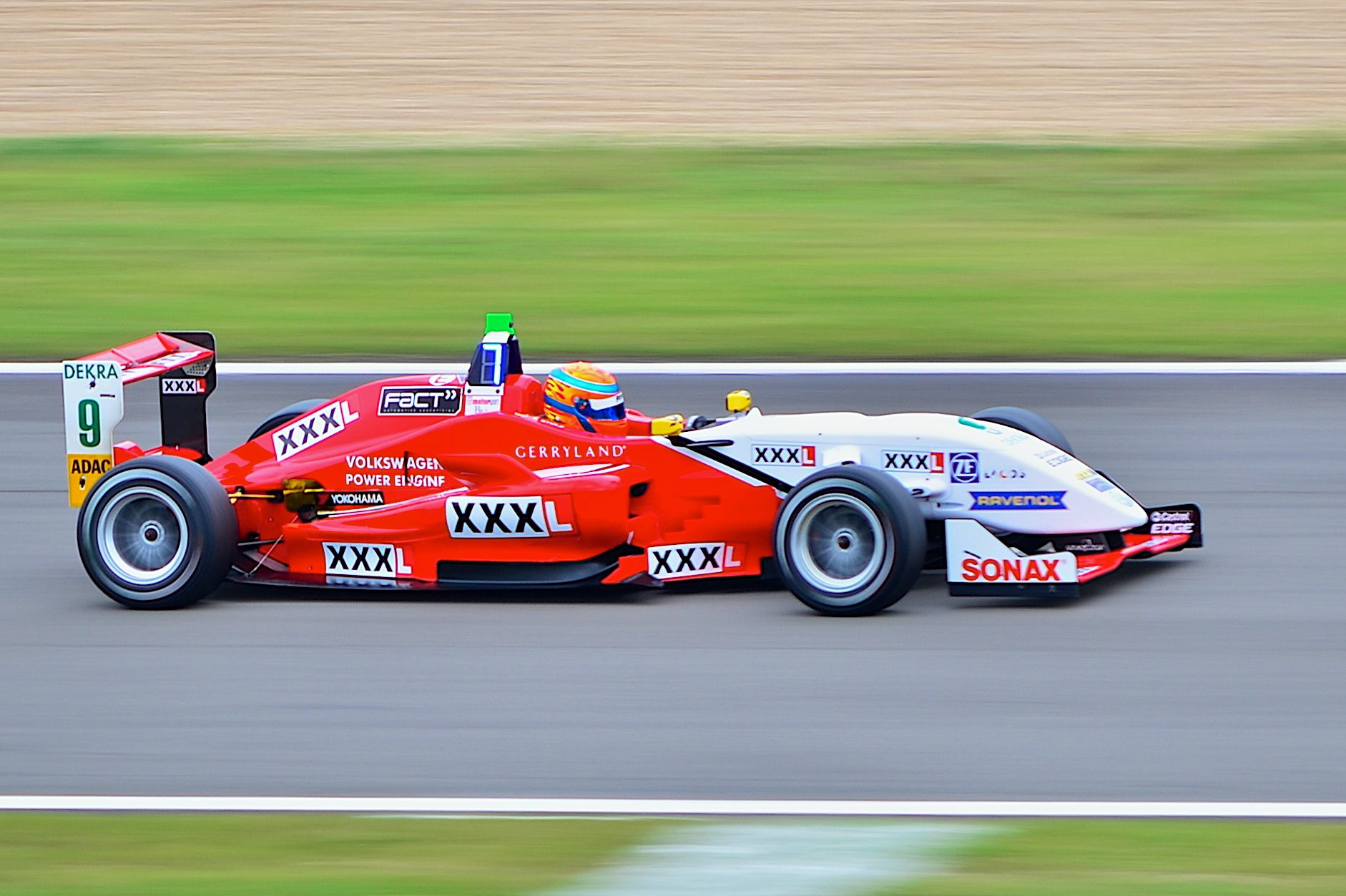
Luca Stolz in de Formule 3 in 2012

In 2012 stapte Stolz over naar het Duitse Formule 3-kampioenschap. Oorspronkelijk reed hij in de Trophy-klasse voor HS Engineering, vanaf het vijfde weekend op het TT-Circuit Assen nam hij deel aan het algehele kampioenschap. In de Trophy-klasse won hij vijf races, maar omdat hij enkel in vier raceweekenden deelnam, werd hij slechts vijfde in de eindstand met 184 punten. In de hoofdklasse behaalde hij drie podiumplaatsen op Assen, de Lausitzring en de Nürburgring en werd hij met 85 punten tiende in het klassement.
In 2013 maakte Stolz de overstap naar de sports cars. Hij debuteerde in de Duitse Porsche Carrera Cup voor het team Land Motorsport en werd twintigstein de eindstand. In 2014 debuteerde hij in de Blancpain Sprint Series, waarin hij samen met Lucas Wolf uitkwam voor HTP Motorsport. Hoewel zij aan slechts de helft van de races deelnamen, werd het duo wel vierde in de Silver Cup-klasse. Daarnaast debuteerde Stolz datzelfde jaar ook in de ADAC GT Masters, waarin hij op plaats 24 eindigde. In 2015 reed hij enkel in dit kampioenschap en behaalde hij, samen met Tom Dillmann, zijn eerste zege op de Hockenheimring. Met 101 punten werd hij negende in de eindstand.
In 2016 sloot Stolz zich aan bij het opleidingsprogramma van Lamborghini. In deze hoedanigheid nam hij deel aan de Silver Cup-klasse van de Blancpain GT Series Sprint Cup voor het GRT Grasser Racing Team, samen met zijn teamgenoot Michele Beretta. Het duo won vier races en werd kampioen in de klasse. Daarnaast nam Stolz ook deel aan de ADAC GT Masters, waarin hij weliswaar een pole position behaalde, maar slechts op plaats 21 in het kampioenschap finishte.
In 2017 stapte Stolz binnen de Blancpain Series over naar de Blancpain GT Series Endurance Cup, waarin hij voor het team Black Falcon samen met Yelmer Buurman en Adam Christodoulou in een Mercedes-AMG GT3 reed. Zij behaalden een pole position, maar werden slechts negentiende in het klassement. Daarnaast behaalde Stolz twee pole positions in de ADAC GT Masters en werd hij elfde in de eindstand.
In 2018 kwam Stolz uit in zowel de Blancpain GT Series Endurance Cup als in de Sprint Cup. In beide kampioenschappen won hij een race. In de Endurance Cup wist hij met Buurman en Maro Engel de titel in de wacht te slepen, terwijl hij in de Sprint Cup met Hubert Haupt zevende werd in de Silver Cup-klasse. In de ADAC GT Masters werd Stolz vijftiende. Dat jaar maakte Stolz tevens zijn debuut in de 24 uur van Le Mans bij het team Keating Motorsports naast Jeroen Bleekemolen en Ben Keating, met wie hij in de LMGTE Am-klasse een podiumplaats behaalde.
In 2019 won Stolz met Engel een race in de Blancpain GT Series Sprint Cup en werden zij tweede in het kampioenschap met precies evenveel punten als Andrea Caldarelli en Marco Mapelli, die echter een race meer hadden gewonnen. In de Endurance Cup behaalde Stolz met Engel en Buurman twee podiumplaatsen, en het trio werd derde in de eindstand.
In 2020 werd Stolz met Engel derde in de ADAC GT Masters; zij wonnen de openingsrace op de Lausitzring. In de GT World Challenge Europe Sprint Cup stapte hij over naar het Haupt Racing Team en won hij met Engel een race op het Circuit Magny-Cours. Het duo werd zesde in de eindstand. In de GT World Challenge Europe Endurance Cup behaalden Stolz, Engel en Vincent Abril een podiumplaats op de Nürburgring en werden zij zevende in het klassement.

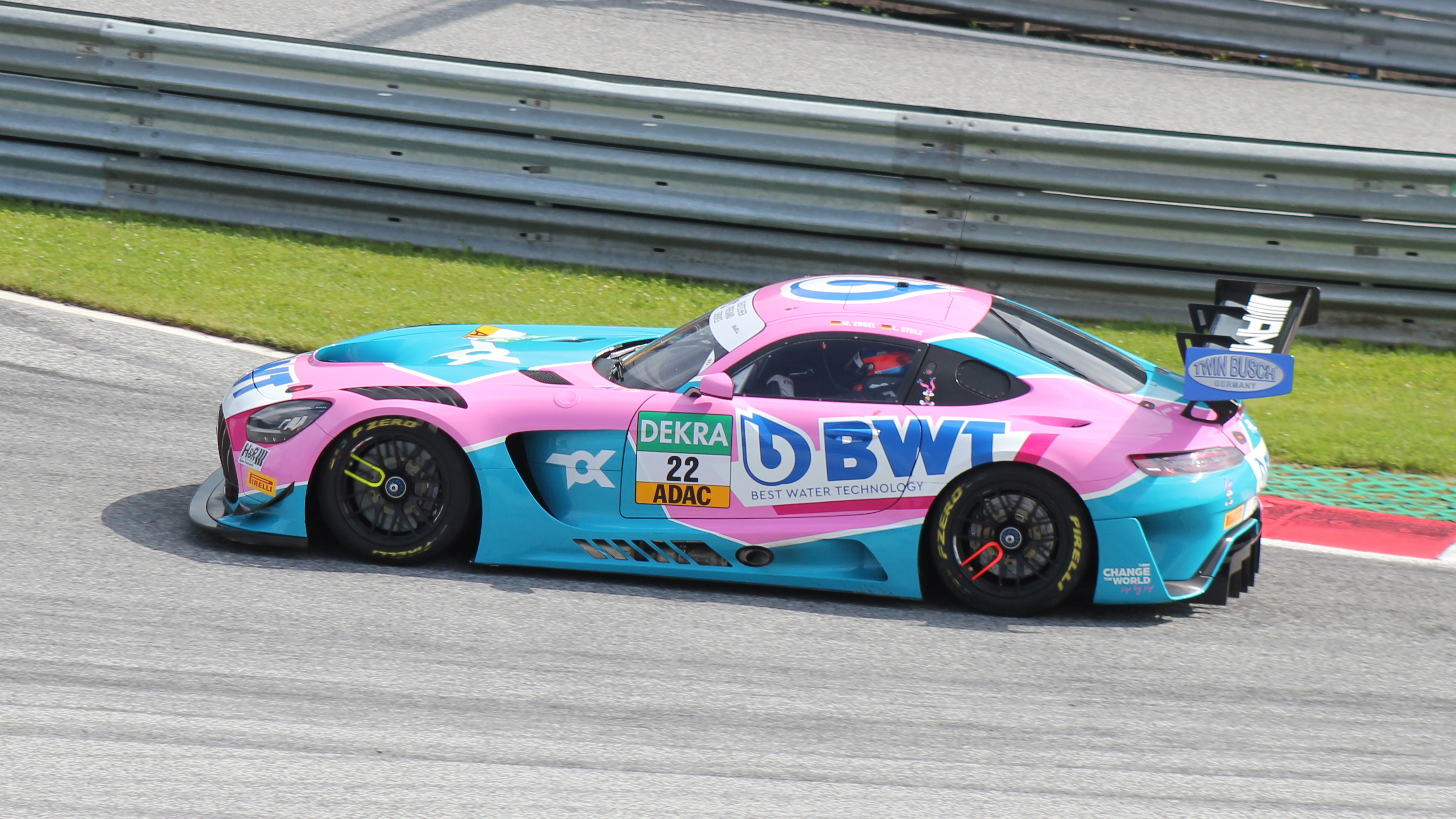
Luca Stolz op de Red Bull Ring in 2021

In 2021 stapte Stolz, net als Engel, over naar het team Toksport WRT, waar zij deel zouden nemen aan de ADAC GT Masters en de GT World Challenge Europe Sprint Cup; in de Endurance Cup bleven zij wel voor Haupt rijden. In de Sprint Cup won het duo vier races: een op zowel Magny-Cours als Brands Hatch en twee op het Circuit Ricardo Tormo Valencia. Hiermee werden zij tweede in het kampioenschap. In de Endurance Cup kenden zij een lastiger seizoen met enkel een podiumfinish op de Nürburgring en een twaalfde plaats in de eindstand. In de ADAC GT Masters wonnen zij weliswaar geen races, maar stonden zij wel zesmaal op het podium, waardoor zij derde in het klassement eindigden. Daarnaast nam Stolz dat jaar deel aan de DTM als gastcoureur bij het Mercedes-AMG Team Toksport WRT tijdens het weekend op de Nürburgring. In de eerste race werd hij oorspronkelijk tweede, maar viel hij na een tijdstraf terug naar de negende plaats, terwijl hij in de tweede race de finish niet wist te bereiken.